# Dia (Fluss)
Die Dia (offiziell französisch La Dia; früher auch Diaz, 1312 Doiz de la Lancy und 1215 Lanci, später Lance) ist ein kurzer, nur gut einen Kilometer langer, aber starker Wildbach am Jurasüdfuss im Kanton Waadt. Sie  entwässert einen Bereich des Juras, mündet in den Neuenburgersee und gehört zum Einzugsgebiet des Rheins.
Das Tal der Dia liegt in einem Gebiet des Bundesinventars der Landschaften und Naturdenkmäler von nationaler Bedeutung.

## Namen
Nach dem früheren lateinischen Gewässernamen Lancea (französisch oder genauer frankoprovenzalisch Lancy) erhielt die 1317 gegründete Kartäuserniederlassung den Namen Sanctus locus de Lancea, aus dem französisch Saint Lieu de La Lance wurde. Der Bach hat somit als Namengeber für die klösterliche Siedlung, die in nachreformatorischer Zeit zu einem gut ausgestatteten Gutshof wurde, eine Bedeutung.

## Geographie

### Quellgebiet

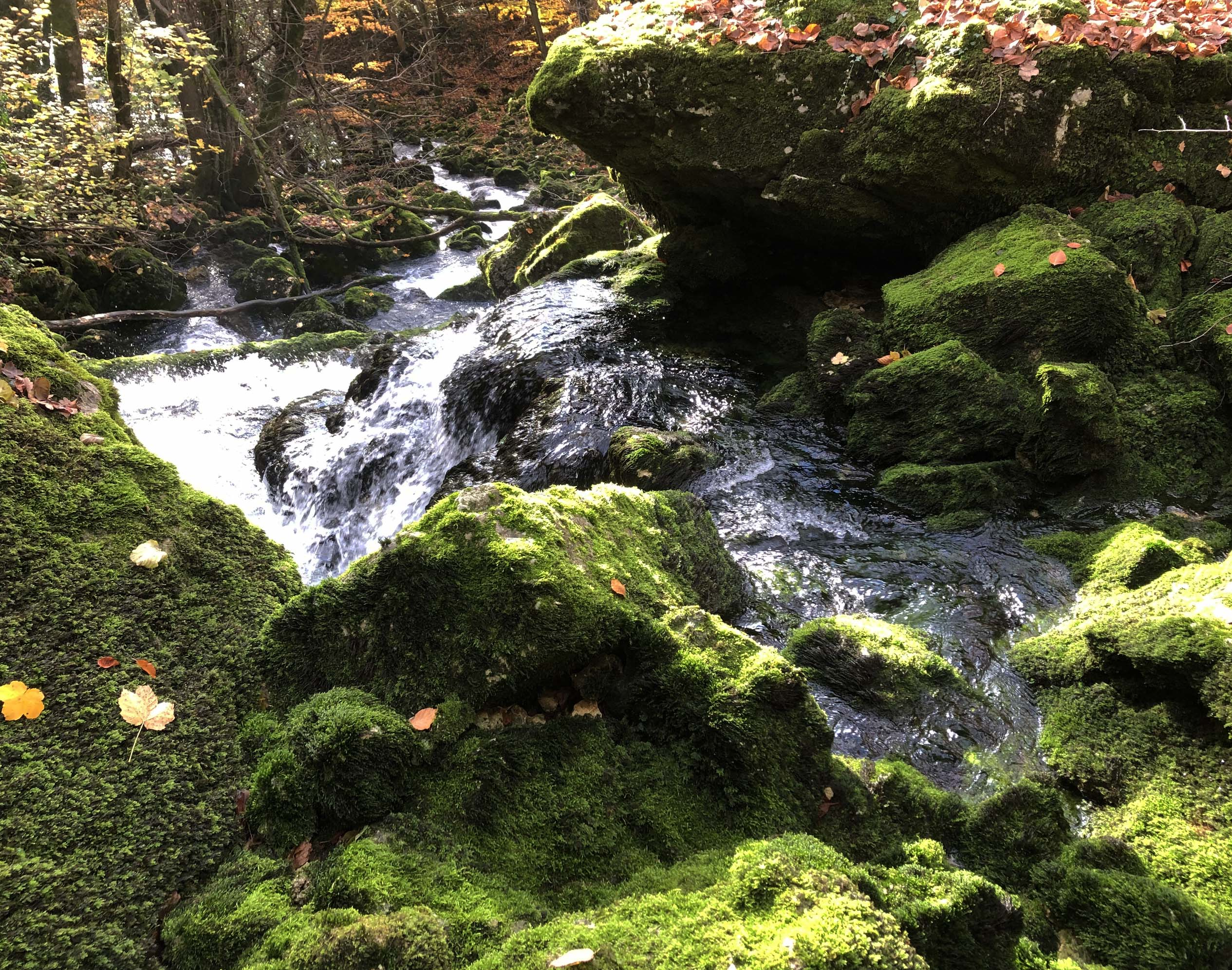
Source de la Dia

Auch wegen der Frage nach der Quelle ist der Bach bemerkenswert, der trotz der sehr kurzen Länge des offenen Laufs eine erhebliche Menge Wasser führt. Die kleine Zone mit den Quellaufstössen liegt im Wald direkt unterhalb einer Brücke der Hauptstrasse 5. Das Wasser sprudelt zwischen grossen Felsblöcken im steilen Graben hervor und lässt seine Herkunft aus einem wasserführenden Kluftsystem im stark verkarsteten Bergmassiv des Mont Aubert erkennen. Unter dem weiten Bogen der modernen Strassenbrücke ist das Felsmassiv hinter einer Bruchsteinmauer verborgen, die als Wasserfassung dient und kleine Durchlässe aufweist. Aus diesen schiesst nach starken Niederschlägen noch viel mehr Wasser aus dem Berg und in das Bachbett hinunter.
Unterhalb der ständigen Quelle mündet von links ein längerer Bachgraben, der allerdings oft trockenliegt, in das Bett der Dia. Dieses nur unregelmässig Wasser führende Nebengerinne mit einer Länge von etwa 700 Metern wird in der Gewässerstatistik manchmal auch zum Bachlauf der Dia gerechnet und enthält ihren einzigen Nebenbach. Es beginnt bei einer Stelle auf etwa 595 m ü. M. Höhe und führt unter den beiden parallelen Brücken Ponts de la Dia der Autobahn A5 und unter der Hauptstrasse hindurch zum grösseren Flussbett der Dia. Dieses obere Tal ist wohl der älteste (fossile) Verlauf des Wildbaches und wurde vorübergehend wieder eine Wasserrinne während des Eiszeitalters, als die Hügellandschaft bei Concise durch Moränen des eiszeitlichen Wallisergletschers überprägt wurde. Moränen überschütteten auch den Ort der gegenwärtigen Quelle des Baches Dia, der das Tal von La Lance nach dem Rückzug des Gletschers wieder neu ausbilden musste. Beim Bau der Autobahntunnel im Quellgebiet wurden Höhlen im Kalkfelsen angetroffen, die gemäss den geologischen und speläologischen Untersuchungen teilweise von Moränenmaterial verstopft waren. Das bedeutet, dass der Abfluss des Wassers aus dem Karstsystem durch die Einwirkung des Gletschers gestört wurde und demzufolge die Karsthöhlen älter sind als der Gletschervorstoss.
Die Ausdehnung der Karsthöhlen im Berginnern ist nicht bekannt. Oberhalb der Diaquelle weist der mehrere Quadratkilometer grosse Südhang der Antiklinale keine offenen Fliessgewässer auf. Aus diesem Gebiet strömt das Wasser unterirdisch zu den Quellen am Bergfuss oder als Grundwasser durch die Moränen zum Neuenburgersee.

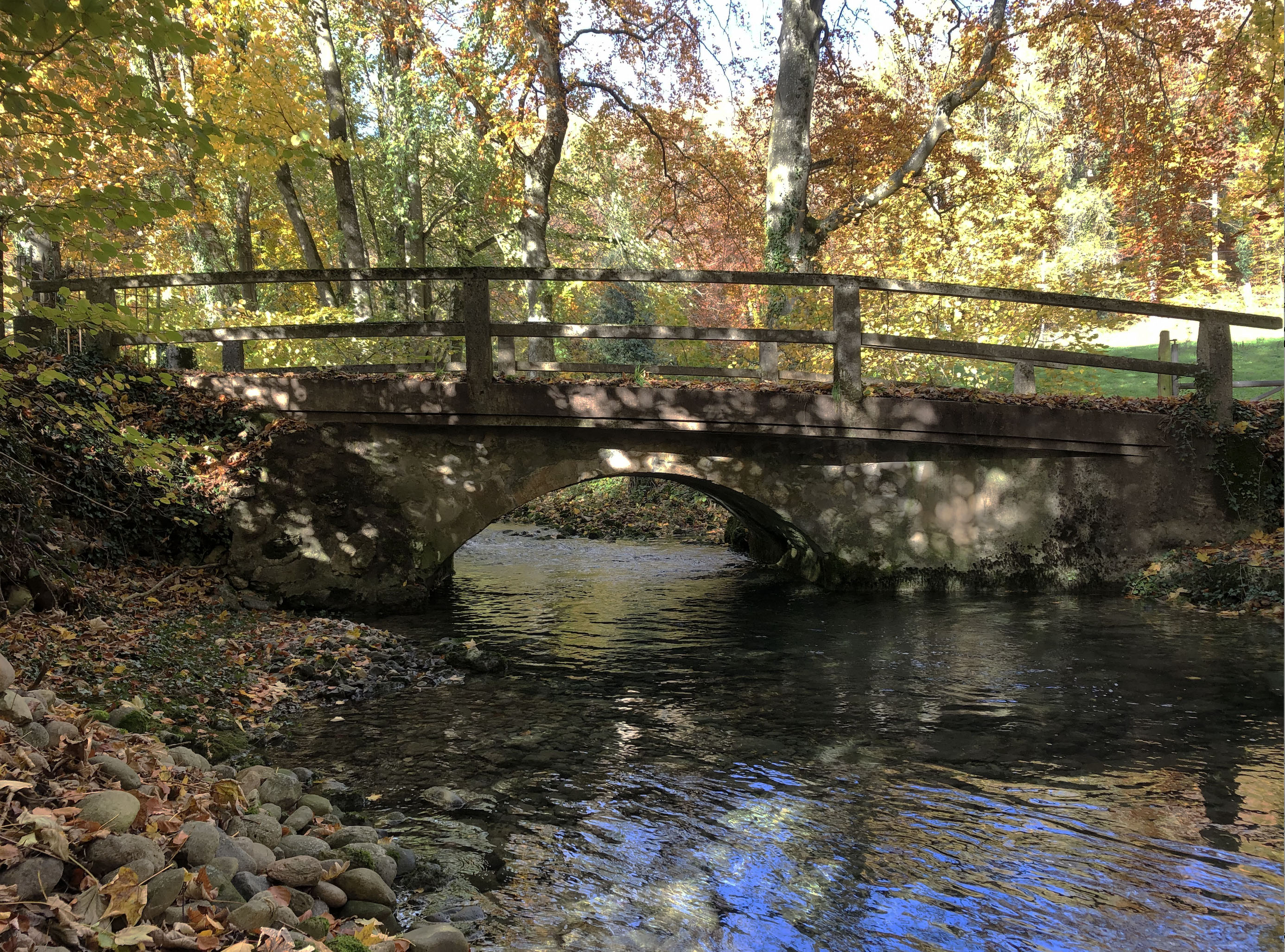
Brücke der Zufahrtsstrasse zum ehemaligen Kloster La Lance

Das gute Wasservorkommen der Lancea war mit ein Grund für die Wahl des Ortes zum Bau des Kartäuserklosters im Mittelalter. Von der Quelle aus führt eine Hangkante zu den ehemaligen Klostergebäuden, die wohl einem alten Wasserkanal entspricht.
Hinter der Sperrmauer bei der Quelle liegt eine jüngere Wasserfassung, und westlich des Flusses befindet sich ein Wasserreservoir von 1826.

### Verlauf
Die Dia entwässert ein kleines Tal am Jurasüdfuss am östlichen Hang des Mont Aubert im Gebiet der Gemeinde Concise. Im ersten kurzen Abschnitt stürzt sie vom kräftigen Quellaufstoss in einem blockreichen Bachbett aus mit Kaskaden bis in die Niederung beim ehemaligen Kartäuserkloster La Lance, wo sie mit wenig Gefälle nach einem Flusslauf von weniger als einem Kilometer Länge in einem Auenwald in den Neuenburgersee mündet. Die Umgebung des Klosters liegt auf dem Schwemmgebiet der Dia mit einem Strand am Seeufer, der wegen der Absenkung des Seespiegels durch die Juragewässerkorrektion breiter wurde.
Etwa 700 Meter nordöstlich der Mündung liegt bei Les Favarges am See ein ehemaliger römischer Steinbruch, aus welchem Material zum Bau von Aventicum gewonnen wurde.

## Brücken
Über den Bachlauf führen drei Brücken: die alte Steinbogenbrücke an der Zufahrtsstrasse von Concise zum Gutshof La Lance, eine Feldwegbrücke, die neue Eisenbahnbrücke von 1997 und mit dieser zusammen der Übergang des Flurwegs südlich davon, wo das ursprüngliche Gleis der Bahnstrecke den Bach überquerte. Am seitlichen Nebenlauf befinden sich zudem die erwähnten Brücken der Autobahn und der Hauptstrasse.